# White Hair's Village
White Hair's Village, selo Pahatsi Indijanaca koje se 1806. nalazilo na istočnoj strani rijeke Little Osage na sjeveru današnjeg okruga Vernon u Missouriju, a 1825. i 1837. na zapadnoj obali rijeke Neosho u okrugu Neosho u Kansasu.
Najpoznatiji poglavica bio je White Hair (Pawhuska), nazivan od Francuza Cheveux Blancs. Ime Pawhuska danas nosi grad u Oklahomi u okrugu Osage, njihovom glavnom središtu.